# Sonata per a violí en la major (HWV 361)
La sonata per a violí en la major, HWV 361, fou composta cap al 1725 o 1726 per Georg Friedrich Händel. Està escrita per a violí i teclat (clavicèmbal). L'obra també es coneix com a Opus 1 núm. 3, i fou publicada el 1732 per Walsh. Altres catàlegs de la música de Händel es refereixen a ella com a HG xxvii,12; i HHA iv/4,2.
Ambdues edicions, la de Walsh i la de Chrysander, detallen que l'obra és per a violí, i la van publicar com a Sonata III.

## Moviments
La sonata consta de quatre moviments:
| Núm. | Tipus   | Tonalitat  | Mpetrica | Compassos | Notes |
| ---- | ------- | ---------- | -------- | --------- | --- |
| 1    | Andante | La major   | 4/4      | 22        | Acaba amb un breu adagio i un acord en mi major.                                                            |
| 2    | Allegro | La major   | 4/4      | 52        | Acaba amb un acord la major i en una cadència perfecta.                                                     |
| 3    | Adagio  | Fa ♯ menor | 4/4      | 5         | |
| 4    | Allegro | La major   | 12/8     | 36        | Dues seccions (16 i 20 compassos), cadascuna amb signes de repetició. La segona secció comença en mi major. |

(Els moviments no contenen signes de repetició llevat que s'indiqui. El nombre de compassos està agafat de l'edició de Chrysander, i és el nombre que apareix en el manuscrit, sense incloure signes de repetició.)